# ایتا ناگایاما
ناگایاما ایتا ((به ژاپنی: 永山瑛太)؛ زادهٔ ۱۳ دسامبر ۱۹۸۲) یک هنرپیشه اهل ژاپن است.
از فیلم‌ها یا برنامه‌های تلویزیونی که وی در آن نقش داشته‌است می‌توان به دورورو، هاراکیری: مرگ یک سامورایی اشاره کرد.

## فیلم‌شناسی

### درام تلویزیونی
- مجموعه تلویزیونی تایگا
  - آتسوهیمه (۶ ژانویه ۲۰۰۸–۱۴ دسامبر، NHK) - در نقش شوگورو هبی (کوماتسو کیوکادو)
  - سگودون (۷ ژانویه ۲۰۱۸–۱۶ دسامبر ۲۰۱۸، NHK) - در نقش اوکوبو توشیمیچی

### فیلم سینمایی
- آزومی (۱۰ مه ۲۰۰۳، توهو) -- (۱۹ ژوئیه ۲۰۰۳، توهوکوشینشا) --کانه کو نوبورو
- دورورو (۲۷ ژانویه ۲۰۰۷، توهو) -- در نقش تاهومارو
- عروس آوریل (۹ مه ۲۰۰۹، توهو) --در نقش تارو آکاسو
- دکتر عزیز (۲۷ ژوئن ۲۰۰۹، انجین فیلم / آسمیک آس)-کیسوکه سوما
- هاراکیری: مرگ یک سامورایی (۱۵ اکتبر ۲۰۱۱، شوچیکو)
- نه فرخنده (۱۴ مه ۲۰۱۶، شوچیکو) --سوگاوارایا آتسوشی هییجی